# Andrea Mazziotti di Celso
Andrea Mazziotti di Celso (Roma, 31 dicembre 1966) è un avvocato e politico italiano.
Dal 20 febbraio 2022 vicesegretario e coordinatore della segreteria di Azione, è stato deputato alla Camera nella XVII legislatura della Repubblica per Scelta Civica, ricoprendo diversi incarichi parlamentari.

## Biografia
Nato il 31 dicembre 1966 a Roma, discendente dell'antica famiglia Mazziotti, baroni di Celso nel Cilento, nota per l'attivismo politico contro l'assolutismo borbonico delle Due Sicilie, figlio del giurista e costituzionalista Manlio Mazziotti di Celso, segue le orme paterne iscrivendosi al dipartimento di giurisprudenza della Libera università internazionale degli studi sociali (Luiss) Guido Carli, dove si laurea con lode nel 1989.

### Attività professionale
Diventa avvocato in Italia nel 1992 e supera l'esame per l'iscrizione al New York Bar nel 1993. Nel 1993 consegue il Master of Comparative Jurisprudence presso la Università di New York.
Nel 2006 fonda con altri due soci lo studio Labruna Mazziotti Segni. Nel 2014, insieme ad altri soci dello studio di Roma, si unisce allo studio milanese Lombardi Molinari, dando vita a Lombardi Molinari Segni, poi Lombardi, Segni e Associati.
Da maggio 2019 è partner dello studio legale Gianni & Origoni, dopo esserlo stato dal 2001 al 2006.
Nella sua attività professionale è specializzato nel diritto delle società e dei mercati finanziari.

### Attività politica

#### Elezione a deputato
Alle elezioni politiche del 2013 viene candidato alla Camera dei deputati, come capolista di Scelta Civica per l'Italia nella circoscrizione Lombardia 3, venendo eletto deputato. Nella XVII legislatura della Repubblica è stato capogruppo di Scelta Civica per l'Italia alla Camera dal 16 luglio 2014 al 24 settembre 2015 e presidente della 1ª Commissione Affari Costituzionali della Camera, eletto il 21 luglio 2015 e succedendo al forzista Francesco Paolo Sisto, non riconfermato dopo il passaggio del partito all'opposizione.
A seguito della scelta di Enrico Zanetti di allearsi con Denis Verdini, sceglie di far parte del gruppo Civici e Innovatori.
A fine legislatura, secondo l'osservatorio Open Polis, è nella top 20 dei deputati più produttivi su 630 della XVII legislatura.

##### Attività legislativa
Tra le proposte di legge presentate:
- la riforma della prescrizione, di fatto mutuata dal ddl di iniziativa governativa[7];
- la riforma dell'articolo 38 della Costituzione per garantire l'equità generazionale delle pensioni. La proposta è stata sottoscritta da deputati di maggioranza e opposizione[8];
- il compenso minimo per i tirocinanti e i praticanti negli studi professionali e un restyling delle norme elettive per il vertice delle categorie di dottori commercialisti, notai e avvocati per uno «svecchiamento» degli ordini[9].

All’interno del decreto banche varato dal governo Gentiloni a fine 2016, ha proposto due misure:
1. il divieto di liquidare stock option e bonus agli amministratori delle banche che ottengono sostegno statale se non viene recuperato quanto erogato
2. il potere dello Stato di avviare autonomamente l’azione di responsabilità contro gli amministratori responsabili del dissesto.

In seguito alla bocciatura delle due proposte, non ha votato il provvedimento.
A gennaio 2017, un suo emendamento alla legge per il voto semplice e sicuro consente il voto di studenti e lavoratori fuorisede alle elezioni europee, oltre che ai referendum. La legge, dopo l’approvazione alla Camera, non è stata esaminata dal Senato.
Sempre nel febbraio 2017, si schiera al fianco di alcune associazioni (tra cui Unicef, Emergency, Save the Children e Comunità di Sant'Egidio) che in un appello congiunto ai presidenti e ai capigruppo di Camera e Senato esprimono forte rammarico per il ritardo nell’approvazione della legge sui minori non accompagnati. L’iter del provvedimento, infatti, viene rallentato “per questioni sollevate dalla Ragioneria Generale dello Stato che potevano benissimo essere risolte a ottobre alla Camera in prima lettura”.
È tra i promotori di Forza Europa, la campagna pro-Europa contro i populismi che diventa una lista capeggiata da Benedetto Della Vedova.

###### Impegno per una nuova legge elettorale
Dopo la bocciatura dell'Italicum da parte della Corte Costituzionale, diventa relatore del provvedimento in Commissione Affari Costituzionali alla Camera. Il 16 maggio, d'intesa coi gruppi, presenterà un Italicum corretto ed esteso come testo base di partenza per la discussione. Dopo il dietrofront del Pd, che in un primo momento aveva garantito l'appoggio a questa proposta, ritira il testo e nonostante le richieste di Forza Italia e M5S, rinuncia al ruolo di relatore, nominando il capogruppo del Pd in Commissione, Emanuele Fiano.
Con i suoi emendamenti, si batte per
- la riduzione del numero di firme necessarie per la presentazione di una lista, ottenendo il dimezzamento[15];
- l'inserimento di obblighi di trasparenza per partiti che non hanno uno statuto[16];
- l'ampliamento della platea degli autenticatori, che sarà effettiva includendo gli avvocati cassazionisti[17];
- l'innovazione dei processi di raccolta firme, ottenendo un'apertura alla sperimentazione della raccolta digitale[18];
- il diritto dei cittadini fuorisede a poter votare senza dover tornare nel luogo di residenza[19].

A sostegno di quest'ultima iniziativa si mobilitano 15 associazioni giovanili e realtà pro innovazione con una petizione permanente. Le associazioni sono il Comitato Io Voto Fuori Sede, il Forum Nazionale Giovani, le associazioni Rena, Erasmus Student Network, i Giovani Democratici, il Comitato Ventotene, l’Adi (Associazione dei dottorandi e dottori di ricerca), le associazioni studentesche Link Coordinamento Nazionale Universitario e Udu – Unione degli Studenti Universitari, Forza Europa, il think tank Tortuga, la rivista Strade, l'Associazione Nazionale Famiglie Emigrati e l'Unione Nazionale delle Associazioni degli Immigrati e degli Emigrati.
Poco prima del voto finale del 12 ottobre, il governo si impegna a trovare una soluzione al problema "con la massima urgenza".

###### Impegno per la trasparenza e concorrenza
Nel febbraio 2017, da relatore del Decreto Milleproroghe alla Camera si oppone alla norma cosiddetta anti Flixbus, ottenendo dal governo l’impegno a cancellarla in nome del principio di libera concorrenza. La norma viene effettivamente soppressa nel decreto manovrina, ma la Commissione Bilancio con emendamenti PD reinserisce i limiti eliminati. Grazie al decreto Mezzogiorno tali vincoli vengono definitivamente aboliti.
Nel maggio 2017 promuove l'iniziativa "Fiducia alla concorrenza" per chiedere la rapida approvazione del ddl concorrenza, anche con la fiducia.
Nell’estate 2017 promuove la campagna “Spiagge trasparenti”, chiedendo trasparenza sui canoni delle concessioni balneari e ottenendo l’approvazione di un emendamento al riguardo nella delega.

###### Impegno contro le partecipate inutili
Nell'estate 2014 ha presentato una proposta di legge, definita giornalisticamente “disbosca Italia” che prevedeva una serie di interventi per ridurre il numero delle circa 10.000 partecipate pubbliche, in linea con il rapporto presentato dal Commissario alla revisione della spesa pubblica Carlo Cottarelli. Molti spunti della proposta di legge finiranno nei decreti legistlativi della riforma Madia.
Con alcuni suoi emendamenti alla legge di stabilità 2015 sono diventati legge:
- l'obbligo del piano di razionalizzazione delle partecipate possedute dalla Pubblica Amministrazione
- l'obbligo di chiudere o vendere tutte le società non indispensabili per i fini istituzionali dell'ente e quelle con più amministratori che dipendenti, che sono oltre 2800.

Sul territorio, a Pavia, ha promosso la raccolta firme per la chiusura di Technostone e ASM Lavori.

#### Candidatura alle elezioni del 2018 e il percorso in Azione
Alle elezioni politiche del 2018 viene ricandidato alla Camera, tra le liste di +Europa con Emma Bonino nei collegi plurinominali Lombardia 2 - 01 e Lombardia 2 - 02, risultando tuttavia non eletto. Il 14 luglio dello stesso anno è uno dei membri del consiglio direttivo del partito.
Alla fine del 2019, è uno dei fondatori di Azione, il partito fondato da Carlo Calenda.
In occasione del primo Congresso di Azione, tenutosi il 19-20 febbraio 2021, è stato eletto nel Comitato Direttivo, diventando Vicesegretario e Coordinatore della segreteria del partito.